# Bielawy (gmina w województwie bydgoskim)
Bielawy  – dawna gmina wiejska istniejąca w latach 1934–1940 w woj. pomorskim (dzisiejsze woj. kujawsko-pomorskie). Siedzibą władz gminy były Bielawy (obecnie osiedle w Toruniu).
Gmina zbiorowa Bielawy została utworzona 1 sierpnia 1934 roku w powiecie toruńskim w woj. pomorskim z dotychczasowych jednostkowych gmin wiejskich: Grabowiec, Grębocin, Kaszczorek, Kopanina, Lubicz, Nowawieś, Rubinkowo, Silno, Smolnik i Złotorja oraz z obszaru dworskiego Bielawy. 
Gmina funkcjonowała przejściowo pod okupacją niemiecką pod nazwą Amtsbezirk Austrieb, lecz zniesiono ją już 24 października 1940 roku, a z jej obszaru hitlerowcy utworzyli dwie nowe gminy: Lubicz (Amtsbezirk  Leibitsch) – z części położonej na północ od Drwęcy (a także  z południowego pasma przedwojennej gminy Turzno) i Złotoria (Amtsbezirk Zlotterie, później Amtsbezirk Zollburg)  – z części położonej na południe od Drwęcy.
Po wojnie gminy Bielawy nie odtworzono, utrzymując podział wprowadzony przez Niemców: gminę Złotoria zachowano, natomiast gminę Lubicz przmianowano na gminę Grębocin. 
1 stycznia 1951 roku część dawnej gminy Bielawy (części gromad Bielawy i Kaszczorek) włączono do Torunia.